# Zamek Grodztwo w Kamiennej Górze
Zamek Grodztwo w Kamiennej Górze (niem. Kreppelhof) – zabytkowy dwór w ruinie położony w Kamiennej Górze w województwie dolnośląskim w Sudetach Środkowych.

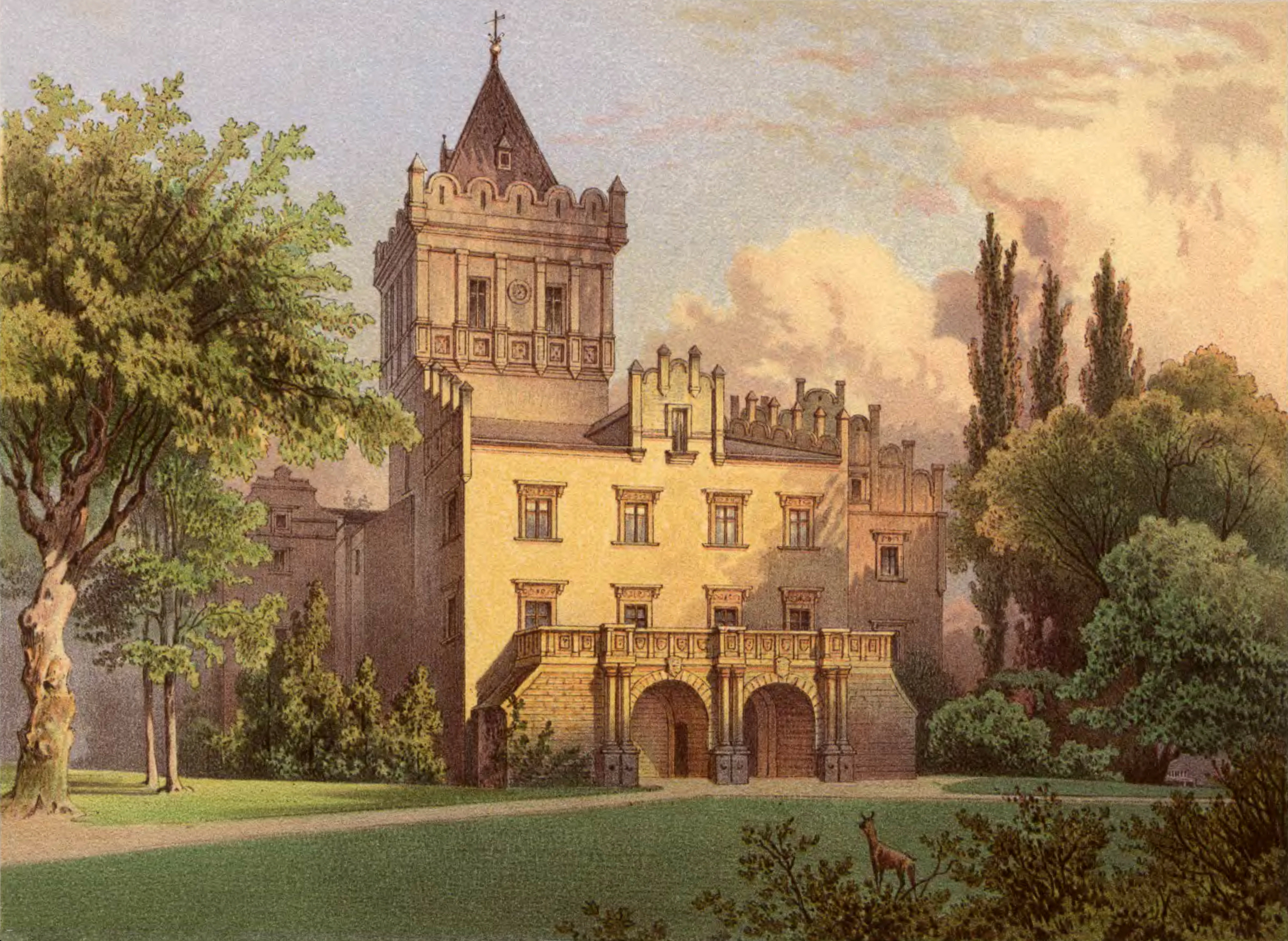
Posiadłość w drugiej połowie XIX wieku

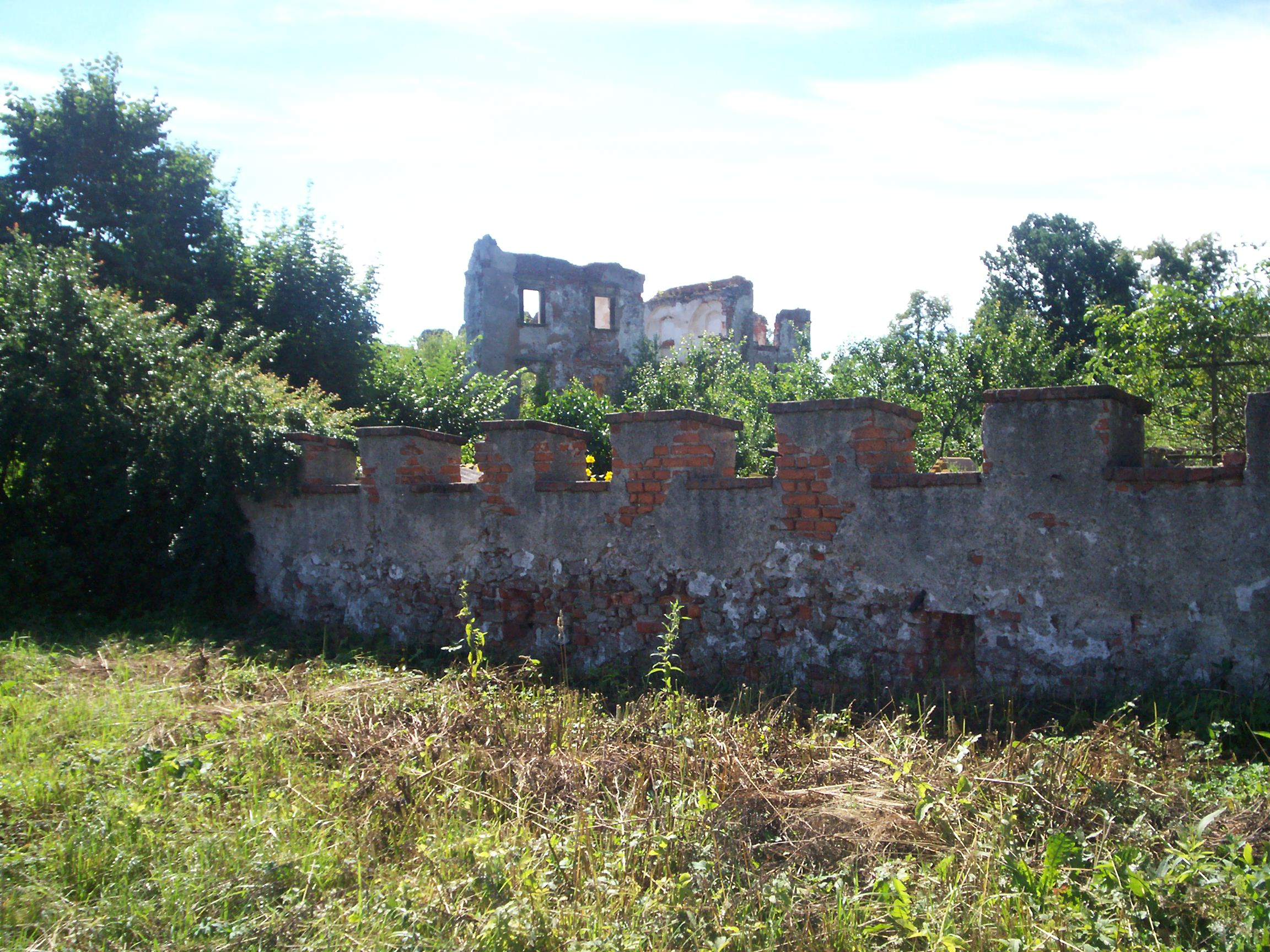
Ruiny zamku

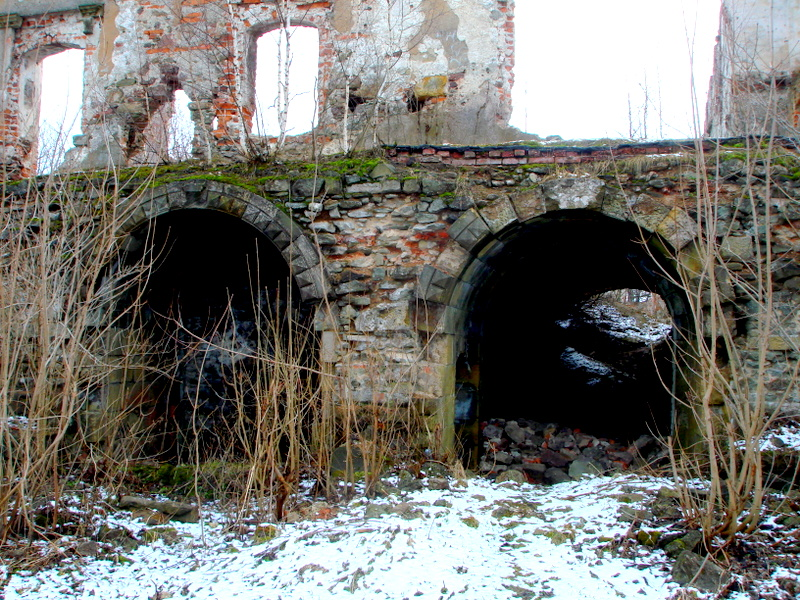
Ruiny zamku

Około 1560-1565 roku lokalna gałąź rodu Schaffgotschów zainicjowała przebudowę starej wieży obronnej na jedną z najokazalszych rezydencji pałacowych na Dolnym Śląsku. Przypuszczalnie najpierw wzniesiono podłużny dom stanowiący skrzydło południowe, tuż po tym dostawiono prostopadłe skrzydło wschodnie, a starą wieżę stojącą od zachodu wtopiono w nową strukturę tworzącą skrzydło wjazdowe. Być może w latach 80. XVI wieku, całość dopełniło skrzydło czy raczej łącznik oraz mur kurtynowy zamykające dziedziniec od północy.
Zamek w połowie XVIII wieku był własnością hrabiego von Promnitz, który w 1765 roku podarował go swojemu siostrzeńcowi, hrabiemu Christianowi Friedrichowi zu Stolberg-Wernigerode. Dzieciństwo spędził tu urodzony w 1810 r. Eberhard Graf zu Stolberg-Wernigerode, w późniejszym czasie wojskowy i aktywny polityk, w latach 1869-1872 nadprezydent pruskiej prowincji Śląsk'
W 1813 roku, w czasie wojen napoleońskich, w pobliżu Kamiennej Góry miała miejsce koncentracja wojsk prusko-rosyjskich. Wówczas car Rosji Aleksander I i król Prus Fryderyk Wilhelm III byli gośćmi w kamiennogórskim zamku i 10 sierpnia odbierali paradę wojsk na polach w okolicy Antonówki.
W dniu 11 stycznia 1904 roku w zamku odbyło się wesele Armgardy hrabiny zu Stolberg-Wernigerode, damy dworu niemieckiej cesarzowej, córki Udo hrabiego zu Stolberg-Wernigerode, ówczesnego właściciela zamku. Zawarła ona wówczas związek małżeński z komandorem-podporucznikiem Oskarem hrabią von Platten zu Hallermund. W uroczystości uczestniczył cesarz Wilhelm II. Było to jedno z najbardziej znanych i najczęściej opisywanych wesel w ówczesnych Prusach.
Budowla pozostawała w rękach rodziny zu Stolberg-Wernigerode do 1945 roku. W 1964 roku uległa zniszczeniu w wyniku pożaru.
Ruiny zamku 27 lipca 1951 r. zostały wpisane do rejestru zabytków - A/5503/290. Obok ruin zamku przetrwały fragmenty założenia parkowego, które zostały wpisane do rejestru 15 czerwca 1979 r. (nr rej.: A/5368/527/J).